# 孙力弓
孙力弓（1966年—），生于鸡西市恒山区，毕业于浙江美术学院环艺系，民革党员。教授、一级注册设计师，中国美术学院电脑美术设计教育中心副主任，中国美术学院黑龙江教学部主任，黑龙江省欧亚建筑装饰设计院院长，黑龙江省艺术设计协会常务理事评委，电脑设计专业委员会主任并兼鸡西市艺术设计协会名誉秘书长，哈尔滨国美艺术设计学校校长。

## 个人履历
- 1966年生于鸡西市恒山区
- 1984年—1988年就读于鲁迅美术学院
- 1993年毕业于浙江美术学院
- 1995年在中国美术学院环境艺术研究所，同年公调海南大学艺术学院
- 1996年中国美术学院电脑美术设计中心
- 1996年12月在哈尔滨建立中国美术学院黑龙江教学部
- 2001年黑龙江省艺术设计协会常务理事
- 2001年黑龙江省电脑艺术设计委员会会长兼秘书长
- 2002年在鸡西市举办电脑设计个人展
- 2003年建立哈尔滨国美艺术设计学校
- 2007年筹建欧亚建筑装饰设计院
- 2007年应邀参加鸡西市首届艺术设计展剪彩，被推荐为鸡西市艺术协会名誉会长
- 在1997年—2008年间先后为鸡西市培训过几百名画家和优秀艺术设计师

## 艺术作品
- 1994年浦江宾馆主体设计获中国工业设计大赛青年组银奖
- 1995年海南蓝天度假村设计获海南省室内装饰设计一等奖
- 1995年获海南省邮政设施创意奖
- 1997年哈尔滨市桂圆主体规划获全国室内设计优秀奖
- 1999年哈尔滨火车站高架候车大厅获铁道部创意奖。优秀奖